# Jahn Otto Johansen
Jahn Otto Johansen, född 3 maj 1934 i Porsgrunn i Telemark fylke, död 1 januari 2018, var en norsk journalist och författare.

## Biografi
Johansen studerade geografi och etnografi vid universitetet i Oslo. 
Hans journalistiska karriär startade med arbete som frilansjournalist vid Porsgrunns Dagblad 1949. Han påbörjade en lång karriär som utrikeskorrespondent 1956, bland annat för Morgenposten. Han var också med i Credos redaktion och Epoke och var redaktör för Universitas. 
Han var chefredaktör för Dagbladet mellan åren 1977 och 1984.
Han började arbeta som utrikesmedarbetare för NRK 1966. Han var Moskvakorrespondent 1975 till 1977, Washingtonkorrespondent 1985-1990, därefter utrikesredaktör vid TV fram till att han övertog som Berlinkorrespondent mellan 1995 och 2000. 
Han blev utnämnd till Fritt Ord-professor vid Institutt for medier og kommunikasjon vid Universitetet i Oslo 2003.
Johansen debuterade som författare 1960 med häftet Gomulkas Polen. Han skrev ett sextiotal böcker om Mellanöstern, judisk kultur, antisemitism, USA, Kina, Finland, Sovjetunionen/Ryssland, Central- och Östeuropa, om norska och internationella konstnärer och debattböcker om media.  
De av hans böcker som är fiktion präglas tidvis av en reportagestil som har fått enskilda kritiker att uppleva dem som självbiografiska berättelser från hans korrespondentkarriär. Boken Min jødiske krig (1983) ledde till en mediadebatt då VGs Tim Greve kritiserade Johansen för att ha översatt 36 sidor av den amerikanska författaren Lucy C. Dawidovicz bok om kriget och judarna, utan att ha uppgivit källa. 
Då Dagbladet 1991 offentliggjorde en undersökning över vem norrmännen hade mest tillit till, hamnade Johansen på toppen.  
Jahn Otto Johansen utvecklade genom sin epoklånge exponering i norska medier ett antal olika roller: som den kunskapsrika, neutrala kommenterande nyhetsjournalisten i TV och radio, som personlig engagerad, medkännande jag-person i sina böcker, och till sist som den frodiga världsvana mannen i porträttintervjuer i tidningar och veckotidningar.